# Belmira
Belmira – miasto w Kolumbii, w departamencie Antioquia.